# Cot Puklat
Cot Puklat is een bestuurslaag in het regentschap Aceh Besar van de provincie Atjeh, Indonesië. Cot Puklat telt 350 inwoners (volkstelling 2010).